# 仙女座星系
仙女座星系（英語：Andromeda Galaxy，國際音標：/ˌanˈdrɒmədə/，也稱梅西耶31、星表编号为M31和NGC 224，在舊文獻中常常被稱為仙女座大星雲，中国古代称为奎宿增廿一）是一個螺旋星系，距離地球約250萬光年，是除麦哲伦云（地球所在的银河系的伴星系）以外最近的星系。
仙女座星系位於仙女座方向，是人類肉眼可見（3.4等星）最遠的深空天體。仙女座星系的直径达22万光年，是银河系所在的本星系群中体量最大的星系。根據改進的測量技術和21世紀初研究的數據結果，科學家現在推断銀河系有許多的暗物質，並且可能是在這個集團中質量最大的。然而，史匹哲太空望遠鏡最近的觀測顯示仙女座星系有將近一兆（1012）顆恆星，數量遠比我們的銀河系多。在2006年重新估計銀河系的質量大約是仙女座星系的50％，是7.1×1011M☉.仙女座星系在无月且光污染较轻的黑暗環境下很容易用肉眼看見，肉眼可見的部分只有其中心一小塊有足夠的亮度的區域，而其完整的角直徑有滿月的七倍大。

## 觀測簡史
最早的仙女座星系觀測紀錄可能出自波斯的天文學家阿尔苏飞，他在《恒星》一书中描述它是「小雲」，星圖上的標記在那個時代也是「小雲」。第一個以望遠鏡進行觀測和記錄是德国天文学家西門·馬里烏斯，時為1612年，说它状如牛角管中所见的烛光。在1764年梅西耶將他編目為M31，並誤以為西門·馬里烏斯是發現者，卻未察覺阿尔苏飞在更加早期的工作。在1785年，天文學家威廉·赫歇爾注意到在星系的核心區域有偏紅色的雜色，使他相信這是所有星雲中最靠近的「大星雲」，並依據星雲的顏色和亮度估計（並不正確）距離應在天狼星的2,000倍之內。
几个世纪以来，天文学家都认为它是银河系内的一个天体，所以才误称之为仙女星云，把它当成是我们所在的星系内的、类似于其他发光气体物质的旋涡星云。直至20世纪20年代，美国天文学家哈伯才最终确定仙女座星系事实上是银河系之外的分立的星系。
威廉·哈金斯在1864年觀察仙女座星系的光譜，注意到與氣體星雲不同。仙女座星系的光譜是在頻率上連續的連續光譜上疊加上了暗線，很像是單獨的一顆恆星，因此他推論仙女座星系具有恆星的本質。
在1885年，一顆超新星出現在仙女座星系（現在知道是仙女座S），這是第一次看見如此遙遠星系中的恆星。在當時，它的亮度被低估了，只被認為是一顆新星，因此稱為1885新星。

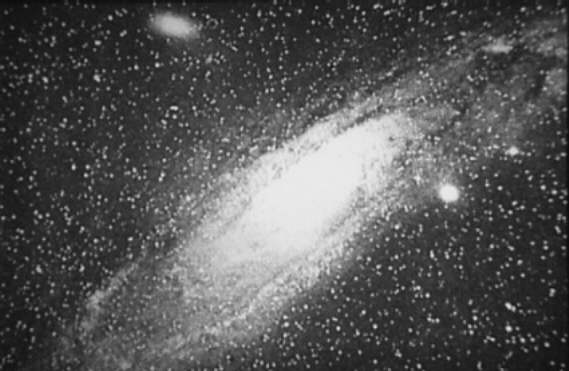
以撒·羅伯斯拍攝的仙女座大星雲。

這個星系的第一張照片是以撒·羅伯斯於1887年在英國薩塞克斯郡的私人天文台拍攝的。長時間的曝光使世人第一次看見她的螺旋結構。可是，在當時這類被認為星雲的物體，一般都相信是在我們銀河系內的天體，羅伯斯也錯誤的相信M31和類似的螺旋星雲實際上都是正在形成的太陽系、衛星和誕生中的行星。
M31相對於太陽系的徑向速度在1912年被維斯托·斯里弗在羅威爾天文台使用光譜儀測量出來。相對於太陽系的速度是每秒-300公里，這結果是當時最快的速度記錄。

### 「島宇宙」假說

仙女座星系 (M31) 在仙女座中的位置。

早在1755年，德國哲學家伊曼努尔·康德在其著作《自然通史與天體理論》(Universal Natural History and Theory of the Heavens)中就提出了銀河系只是眾多星系之一的假說。 他認為像銀河系這樣的結構從上面看像一個圓形星雲，從某個角度看像一個橢圓形星雲，他得出的結論是，觀測到的像仙女座這樣的橢圓形星雲（當時無法用其他方式解釋）確實是星系類似銀河系。
在1917年，希伯·柯蒂斯觀測到M31內的一顆新星，搜尋照相的記錄又找到了11顆。柯蒂斯注意到這些新星的平均光度約為10等，遠低於發生在銀河系內的星等。這一結果使估計的距離提高至500,000光年，也是他成為「島宇宙」假說的擁護者。此一假說認為螺旋星雲也是獨立的星系。
在1920年，發生了哈洛·夏普利和希伯·柯蒂斯之間的大辯論，就銀河系、螺旋星雲、和宇宙的尺度進行辯論。為了支持他所聲稱的M31是外在的星系，柯蒂斯提出我們自己的銀河系也有塵埃雲造成類似的黑色小道，並且有明顯的都卜勒位移。
1925年，哈伯首次在星系的照片上辨認出了銀河系外的造父變星後，辯論便逐漸平息。這些使用2.5公尺反射鏡拍攝的照片，使M31的距離得以被確認。他的測量決定性的證實這些恆星和氣體不在銀河系之內，而整體都是和銀河系有極大距離的一個星系。
這個星系在星系的研究中扮演著一個重要的角色，因為它雖然不是最近的星系，卻是距離最近的一個巨大螺旋星系。在1943年，沃爾特·巴德是第一位將仙女座星系核心區域的恆星解析出來的人，基於他對這個星系的觀測，他分辨出兩種不同星族的恆星，他稱呼在星系盤中年輕的、高速運動的恆星為第一星族，在核球年老的、偏紅色的是第二星族，這個命名的原則隨後也被引用在我們的銀河系內，以及其他的各種場合。（恆星分為二個星族的現象歐特在此之前就注意到了。）巴德博士也發現造父變星有兩種不同的型態，使得對M31的距離估計又增加了一倍，也對其餘的宇宙產生影響。
仙女座星系的第一張無線電圖是在1950年代由約翰·鮑德溫和劍橋無線電天文小組合作共同完成的。在2C星表無線電天文目錄上，仙女座星系的核心被編目為2C 56。

## 基本資訊
仙女座星系以大約每秒300公里的速度靠近太陽，所以它是少數藍移的星系之一。將太陽系在銀河內的速度考量進去，將會發現仙女座星系以100～140公里/秒的速度接近我們的銀河系。即使如此，這並不意味著未來會和銀河系發生碰撞，因為我們並不知道仙女座星系的橫向速度。即使會發生碰撞，也是30億年後的事情。在這種情況下，兩個星系會合併成一個更巨大的星系。在星系群中這種事件是經常發生的。
在1953年發現有一種光度較暗的造父變星，使仙女座大星系的距離增加了一倍。在1990年代，使用依巴谷衛星利用標準的紅巨星和紅群聚測量的距離，為造父變星測量的距離校準。

### 距離

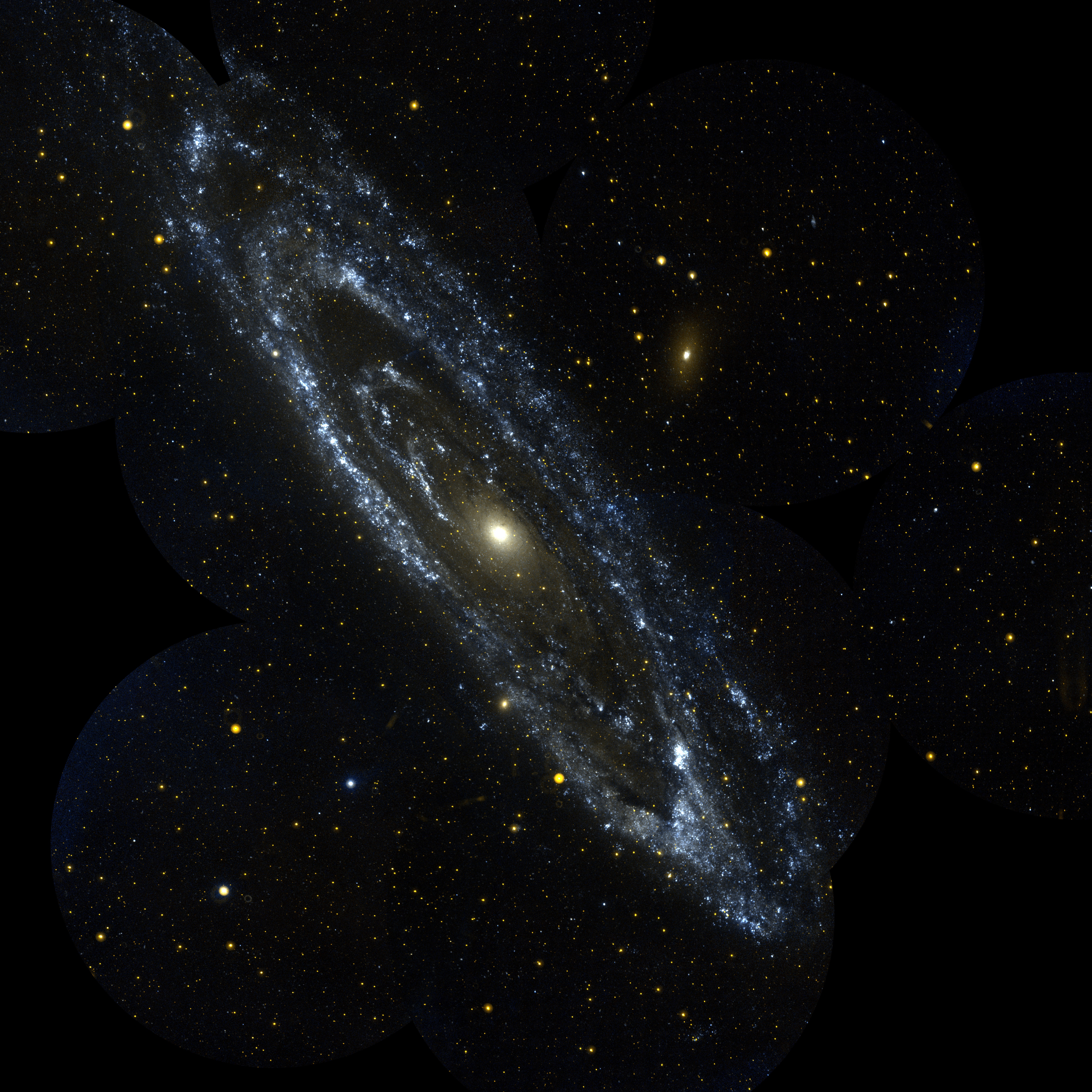
GALEX人造衛星拍攝的仙女座星系在紫外線波段的影像。

至少有三種方法被用來測量M31的距離。在2004年，使用造父變星法，估計的距離是251 ± 13萬光年（77.0 ± 4.0萬秒差距）
在2005年，包括Ignasi Ribas（西班牙研究委員會，CSIC、卡塔龍尼亞的太空研究學院）和他的同事在內的一群天文學家，宣布在仙女座星系發現了食雙星。這對雙星的名稱（編號）是M31VJ00443799+4129236，兩顆星分別是明亮且熱的O型和B型。研究得知食的週期是3.54969日，這讓天文學家可以測量它們的大小。知道恆星的大小和溫度，就能測量出絕對星等。而知道了視星等和絕對星等，距離就能測量出來了。這對恆星的距離經測定為252萬± 14萬光年，而仙女座星系的整體的距離是250萬光年。這新的數值被認為比早先單獨使用造父變星測量的距離更為精準。
仙女座星系的距離近到足以利用紅巨星分支技術（Tip of the Red Giant Branch ,TRGB）的方法來估計距離。在2005年，用這種方法測出的距離是256±8萬光年（78.5 ± 2.5萬秒差距）。
平均上述的值，這些測量給的距離估計是253 ±7萬光年（77.5 ± 2.2萬秒差距）。[a]
基於上述的距離，M31的直徑最寬處估計是140,000 ± 4000光年。[d]

### 質量
目前估計仙女座星系的質量（包括暗物質）大約是1.23×1012M☉（或1.23万亿太陽質量），相當於銀河系質量（5.8×1011 M☉）的2.12倍。雖然誤差的範圍仍然太大以至於難以完全确认，但這樣的結果將已经可确认M31的質量比我們的銀河系大，而且M31比我們的銀河系尺寸更大、包含更多的恆星。
特別的是，M31看上去有比銀河系更多的普通恆星，而且估計的亮度是我們銀河系的兩倍。但是恆星形成的效率在銀河系高了許多，在M31每年只能製造出一個太陽質量的恆星，而銀河系是3-5個太陽質量。新星出現的比率銀河系也高於M31一倍。這顯示M31已經經歷了恆星形成的階段，而我們的銀河系正在恆星形成的階段中。而這意味著在將來，銀河系中恆星將會與我們在M31觀察到的數量相當。

### 与银河系的碰撞
仙女座星系正以每秒約110每秒（68英里每秒）的速度接近銀河系。科学家预言，在45亿年之后，仙女座星系将会和银河系相互碰撞，其中的超大质量黑洞将会融为一体，融合成一个全新的星系。

## 結構
以可見光下看見的形狀為依據，仙女座星系在de Vaucouleurs-Sandage延伸與擴張的分類系統下被分類為SA(s)b的螺旋星系。然而，在2MASS巡天的資料中，M31的核球呈現箱狀的形狀，這暗示著M31實際上是棒旋星系，而我們幾乎是正對著長軸的方向觀察這個星系。仙女座星系也是一個星系（低游離核輻射線區），在分類上是一種很普通的活躍星系核。

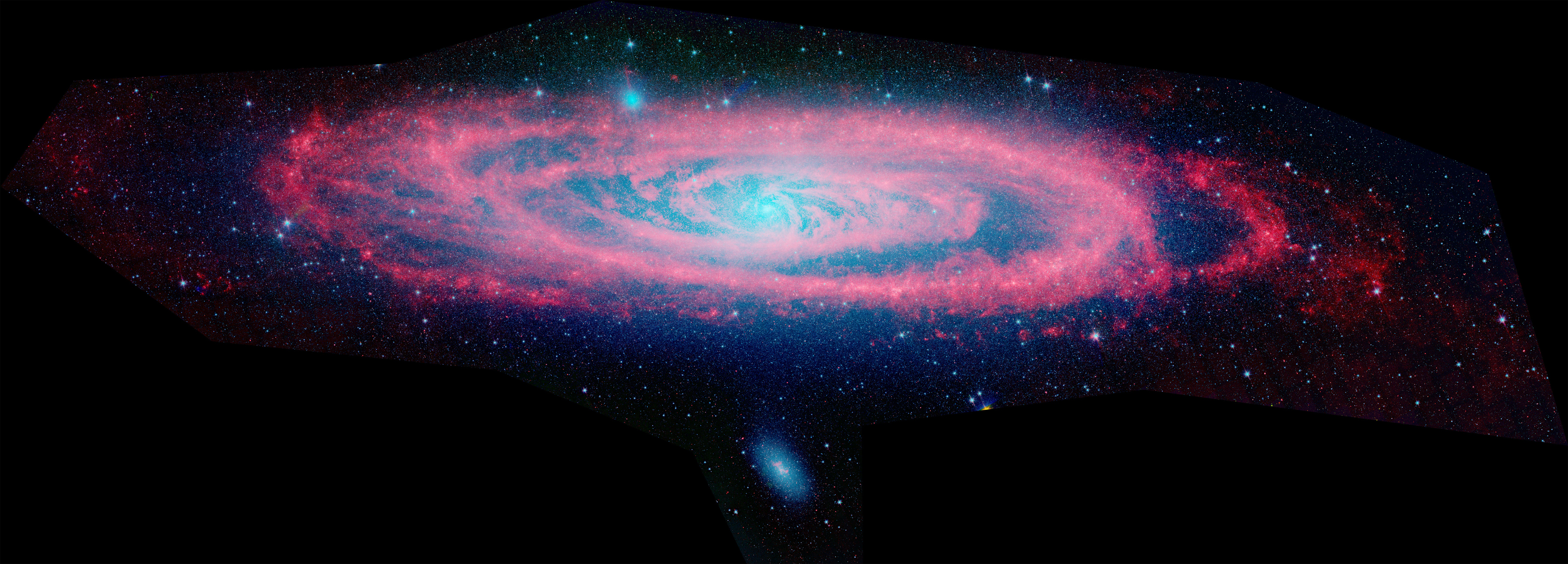
仙女座星系在史匹哲太空望遠鏡的紅外線下呈現的影像。史匹哲太空望遠鏡是NASA的大型轨道天文台计划下的四架望遠鏡之一。

在2005年，天文學家使用凱克望遠鏡觀察到細微的像被噴灑而向外延伸的恆星，實際上也是主星盤本體的一部分。10.1086/508599這意味著仙女座星系的螺旋盤面比早先估計的大三倍。這個證據顯示仙女座星系盤的直徑超過220,000光年，是一張巨大且延展的星盤。早先估計的直徑是70,000至120,000光年。
星系相對於地球的傾斜估計是77°（90°是直接從側面觀看），分析星系橫斷面的形狀像是字母S的形狀，而不是一個平坦的平面。造成這種形狀翹曲的一個可能是與鄰近M31的衛星星系引力的交互作用。分光鏡的觀測對星系的自轉速度在距離核心不同的半徑上提供了詳細的測量。在鄰近核心的地區，旋轉的速度達到225公里/秒的峰值；在半徑1,300光年處開始下降，在7,000光年處達到最低的50公里/秒。接著速度再平穩上升，在半徑33,000光年的距離上達到的峰值是250公里/秒。在這距離之外的速度又慢慢的下降，在80,000光年處降至200公里/秒。這些速度的測量暗示集中在核心的質量大約是6 × 109 M☉，總質量成線性的增加至半徑45,000光年處，然後隨半徑的增加而逐漸減緩。
仙女座星系的螺旋臂向外延伸出一連串的电离氢区，巴德描述成"一串珍珠"。它們看似緊緊的纏繞著，但在我們的銀河系卻是被遠遠的分隔著。矯正過的星系圖很明確的顯示有順時針方向旋轉的螺旋臂纏繞在螺旋星系內。從距離核心大約1,600光年處有兩條連續的螺旋臂向外拖曳著，彼此間最近的距離大約是13,000光年。螺旋的樣式很可能肇因於與M32的交互作用。這些置換可以由來自於恆星的中性氫雲觀察到。

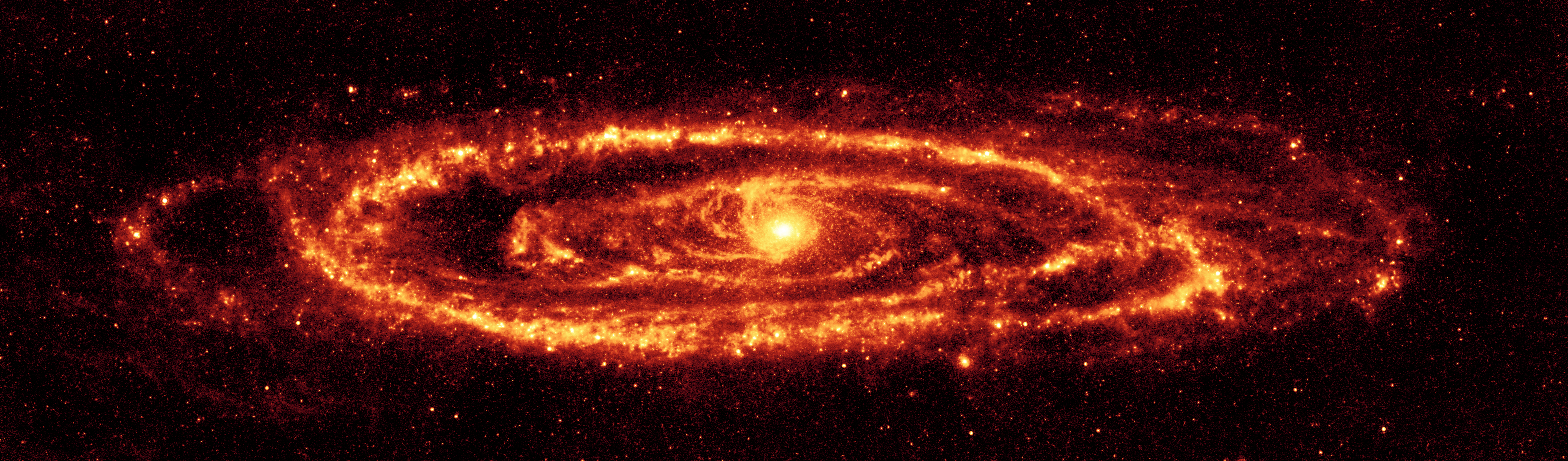
史匹哲太空望遠鏡24微米紅外線下的M31影像。（創造者：NASA/噴射推進實驗室-加州理工/K. Gordon亞利桑那大學）

在1998年，來自歐洲太空總署的紅外線太空天文臺的影像顯示出仙女座星系的整體形象可能是會被轉換成圓環星系。在仙女座星系內的氣體含塵埃形成了幾個重疊的圓環，其中最突出的一個圓環在距離核心32,000光年的半徑上。這個環由冰冷的塵土組成，因此在可見光的影像中這個環是看不見。
更周詳的觀察顯示內部還有更小的塵埃環，相信是在200萬年前與M32的交互作用造成的。模擬顯示，這個較小的星系沿著現在的極軸方向穿越了仙女座星系的盤面。這次碰撞從較小的M32剝離了超過一半的質量，並且創造了仙女座星系內的環結構。
對M31擴展開來的暈的研究顯示，大致上是可以和銀河系做比較的，在晕中的恆星同樣是屬於金屬貧乏的，並且隨著距離的增加更形貧乏。這些證據顯示這兩個星系走著相似的演化路線，在過去的120億年中，它們可能各自都吞噬了1-2百個低質量的星系。在M31擴展的暈中的恆星和銀河系中的恆星可能近到只有兩星系間1⁄3的距離。

## 核

哈伯的影像顯示仙女座星系可能有雙核心的結構NASA/ESA 的影像。

長久以來M31就被知道在核心有一個密集和緊湊的星團。在大望遠鏡下，感覺有許多模糊的星點環繞著核心。核心的亮度也遠超過最亮的球狀星團。
在1991年，Tod R. Lauer使用哈伯太空望遠鏡上的WFPC拍到了仙女座星系內核的影像。有兩個相距1.5秒差距的核心，較亮的核被標示為P1，位置偏離了星系的中心；稍暗的標示為P2，位置在星系真正的中心上，被認為是擁有108M☉的黑洞。
隨後地基的觀測也證實了兩個核心的存在，並且推測兩者在相對的移動，其中一個是被M31吞噬，正在潮汐裂解中的小星系。包括M31在內，許多星系的核心，都是充滿了相當狂野的、劇烈變動的區域，並且經常都以有超大質量黑洞存在其中來解釋。
Scott Tremaine提出了以下的說明來解釋雙核心：P1是在盤面上以異常軌道環繞中心黑洞的恆星投影。這異常的離心率使恆星長期逗留在軌道的遠心點上，造成了恆星的集中。P2也包含了盤面上高熱的、光譜A型恆星。在紅色的濾光鏡下，A型恆星是不明顯的，但是在藍色和紫外線下，它們會比主要的核心更為明亮，造成P2看上去比P1更為突出。

## 外形
使用歐洲太空總署的XMM-牛頓軌道天文台發現M31有數個X射線源。羅賓·巴納德博士等人假設這些都是黑洞或中子星的候選者，將接踵而至的氣體加熱至數千萬K所輻射出的X射線。中子星和假設中的黑洞，光譜是一樣的，但是可以從質量上的差異區別出來。
仙女座星系大約有460個球狀星團，這些星團中質量最大的，被命名為馬亞爾II的，綽號是G1（Gloup one），是本星系群中最明亮的球狀星團之一。它擁有數百萬顆的恆星，亮度大約是半人马座ω－銀河系內所知最明亮的球狀星團的兩倍。G1有幾種不同的星族，而且以一般的球狀星團來看結構也太巨大了。因此，有些人認為G1是以前被M31吞噬的矮星系殘骸。另一個巨大且明顯的球狀星團是位於西南旋臂東側一半位置上的G76。
在2005年，天文學家在M31又發現一種全新型態的星團。新發現的星團擁有成千上萬的恆星，在數量上與球狀星團相似。不同的是體積非常龐大，直徑達到數百光年，密度也低了數百倍；恆星之間的距離也遠了許多。

## 衛星星系
如同我們的銀河系，仙女座星系也有衛星星系，目前所知的已經有14個矮星系，最有名的、也是最容易觀測到的衛星星系是橢圓星系M32和M110。
依據現有的證據，M32似乎在不久前的過去曾經與M31遭遇過。M32原本可能是一個大星系，但核心被M31從星盤內移除，並且在核心區域經歷恆星形成的暴增。
M110看來也曾經與M31互動過，並且天文學家在M31的星系暈中發現了從這個衛星星系被剝離的富含金屬星的星流。M110包含了一些灰塵很多的路徑，暗示最近有恆星持續的形成。這在矮橢圓星系中是不尋常的現象，因為橢圓星系通常是缺乏塵埃和氣體的。
在2006年，發現了9個星系沿著橫越過仙女座星系核心的平面延伸著，而不是隨意的散佈在周圍。這也許可以說明這些衛星星系有共同的起源。
| 名稱              | 類型     | 距離 from Sun (百萬光年) | 星等  | 發現者              | 發現年 |
| ----------------- | -------- | ------------------------ | ----- | ------------------- | ------ |
| 橢圓星系M32       | cE2      | 2.65 ± 0.10              | +9.0  | Guillaume Le Gentil | 1749   |
| 橢圓星系M110      | E5 pec   | 2.9                      | +8.9  | 梅西耶              | 1773   |
| 矮橢球星系NGC 185 | dSph/dE3 | 2.08 ± 0.15              | +10.1 | 威廉·赫歇爾         | 1787   |
| NGC 147           | dSph/dE5 | 2.67 ± 0.18              | +10.5 | 約翰·赫歇爾         | 1829   |

## 科幻小說中出現的仙女座星系
仙女座星系在科幻小說中一直扮演重要的角色，長期以來一直被認為是侵略本銀河系的外星生命來源，也常被認為是外星世界暨領域的場景，例如著名的科幻電影—《星際大戰》，就一直暗示發生在仙女座星系。

## 參閱
- 梅西耶天体
- 梅西耶天体列表
- 深空天体
- 仙女座
- NGC天体列表
- 仙女座星系的衛星星系
- 馬亞爾II - 在本星系群的仙女座星系中最大的球狀星團。
- NGC 206 - 在仙女座星系中最亮的恆星雲
- 星雲星團新總表
- SN 1885A超新星 - 一八八五年於仙女座星系爆發，使整個仙女星系的光度增強約十分之一，一度使仙女星系被誤認為變星。

- 銀河鐵道999

## 註記和參考資料
1. 1 2 3 4 5 6 7  . Results for Messier 31.   [2006-11-01]. （原始内容存档于2011-05-14）.
2. 1 2 3  Karachentsev, I. D.; Kashibadze, O. G. . Astrophysics. 2006-01, 49 (1). Bibcode:2006Ap.....49....3K. ISSN 0571-7256. doi:10.1007/s10511-006-0002-6 （英语）.
3. 1 2 3  Ribas, Ignasi; Jordi, Carme; Vilardell, Francesc; Fitzpatrick, Edward L.; Hilditch, Ron W.; Guinan, Edward F. . The Astrophysical Journal. 2005-12-10, 635 (1)  [2022-11-23]. Bibcode:2005ApJ...635L..37R. ISSN 0004-637X. arXiv:astro-ph/0511045 . doi:10.1086/499161. （原始内容存档于2022-11-23） （英语）.
4. ↑  視星等4.36 - 距離模組of 24.4 = -20.0
5. ↑  . BBC News. 2006-02-05  [2006-05-24]. （原始内容存档于2006-06-21）.
6. ↑  Young, Kelly. . NewScientistSpace. 2006-06-06  [2006-06-08]. （原始内容存档于2008-09-07） （英语）.
7. 1 2  Kepple, George Robert; Glen W. Sanner. . Willmann-Bell, Inc. 1998: 18. ISBN 978-0-943396-58-3.
8. ↑  . Philosophical Transactions of the Royal Society of London. 1785-12-31, 75  [2022-11-23]. ISSN 0261-0523. doi:10.1098/rstl.1785.0012. （原始内容存档于2022-11-23） （英语）.
9. ↑  . Philosophical Transactions of the Royal Society of London. 1864-12-31, 154  [2022-11-23]. ISSN 0261-0523. JSTOR 108876. doi:10.1098/rstl.1864.0013. （原始内容存档于2021-12-25） （英语）.
10. ↑  Roberts, Isaac. . London: The Universal Press. 1899.
11. ↑  Slipher, V. M. . Lowell Observatory Bulletin. 1913-01-01, 2  [2022-11-23]. Bibcode:1913LowOB...1b..56S. （原始内容存档于2022-09-27）.
12. ↑  . de.wikisource.org.   [2023-11-23]. （原始内容存档于2023-11-01） （德语）.
13. ↑  Curtis, Heber D. . Publications of the Astronomical Society of the Pacific. 1988-01, 100  [2022-11-23]. Bibcode:1988PASP..100....6C. ISSN 0004-6280. doi:10.1086/132128. （原始内容存档于2022-10-11） （英语）.
14. ↑  Hubble, E. P. . The Astrophysical Journal. 1929-03, 69  [2022-11-23]. Bibcode:1929ApJ....69..103H. ISSN 0004-637X. doi:10.1086/143167. （原始内容存档于2019-05-15） （英语）.
15. ↑  Baade, W. . The Astrophysical Journal. 1944-09, 100  [2022-11-23]. Bibcode:1944ApJ...100..137B. ISSN 0004-637X. doi:10.1086/144650. （原始内容存档于2019-06-30） （英语）.
16. ↑  Malik, Tariq. . SPACE.com. 2002-05-07  [2006-09-18]. （原始内容存档于2002-06-06） （英语）.
17. ↑  Dr. John Dubinski, University of Toronto. .   [2006-05-24]. （原始内容存档于2006-05-17）.
18. ↑  Holland, Stephen. . The Astronomical Journal. 1998-05, 115 (5)  [2022-11-23]. Bibcode:1998AJ....115.1916H. ISSN 0004-6256. arXiv:astro-ph/9802088 . doi:10.1086/300348. （原始内容存档于2022-11-23） （英语）.
19. ↑  Stanek, K. Z.; Garnavich, P. M. . The Astrophysical Journal. 1998-08-20, 503 (2)  [2022-11-23]. arXiv:astro-ph/9802121 . doi:10.1086/311539. （原始内容存档于2022-11-23）.
20. ↑  J00443799+4129236是天球座標的位置，在赤經00h 44m 37.99s, 赤緯+41° 29′ 23.6″。
21. ↑  Evans, N. W.; Wilkinson, M. I. . Monthly Notices of the Royal Astronomical Society. 2000-08-21, 316 (4)  [2022-11-23]. Bibcode:2000MNRAS.316..929E. ISSN 0035-8711. arXiv:astro-ph/0004187 . doi:10.1046/j.1365-8711.2000.03645.x. （原始内容存档于2022-03-16） （英语）.
22. ↑  Moore, Sir Patrick. . New York: Oxford University Press. 2002. ISBN 978-0-19-521833-6.
23. ↑  Liller, William; Mayer, Ben. . Publications of the Astronomical Society of the Pacific. 1987-07, 99  [2022-11-23]. Bibcode:1987PASP...99..606L. ISSN 0004-6280. doi:10.1086/132021. （原始内容存档于2022-10-12） （英语）.
24. ↑  John P. Millis. . ThoughtCo. 2020-01-10  [2020-07-30]. （原始内容存档于2020-12-04） （英语）.
25. ↑  Beaton, Rachael L.; Majewski, Steven R.; Guhathakurta, Puragra; Skrutskie, Michael F.; Cutri, Roc M.; Good, John; Patterson, Richard J.; Athanassoula, E.; Bureau, Martin. . The Astrophysical Journal. 2007-04-01, 658 (2)  [2022-11-23]. Bibcode:2007ApJ...658L..91B. ISSN 0004-637X. arXiv:astro-ph/0605239 . doi:10.1086/514333. （原始内容存档于2021-07-11） （英语）.
26. ↑   (新闻稿). CalTech Media Relations. February 27, 2006  [2006-05-24]. （原始内容存档于2006-05-09）.
27. ↑   (新闻稿). UC Santa Cruz. January 9, 2001  [2006-05-24]. （原始内容存档于2006-05-19）.
28. ↑  Rubin, Vera C.; Ford, W. Kent, Jr. . The Astrophysical Journal. 1970-02, 159  [2022-11-23]. Bibcode:1970ApJ...159..379R. ISSN 0004-637X. doi:10.1086/150317. （原始内容存档于2019-09-10） （英语）.
29. ↑  Arp, Halton. . The Astrophysical Journal. 1964-05, 139  [2022-11-23]. Bibcode:1964ApJ...139.1045A. ISSN 0004-637X. doi:10.1086/147844. （原始内容存档于2018-06-12） （英语）.
30. ↑  Braun, Robert. . The Astrophysical Journal. 1991-05, 372  [2022-11-23]. Bibcode:1991ApJ...372...54B. ISSN 0004-637X. doi:10.1086/169954. （原始内容存档于2019-02-26） （英语）.
31. ↑   (新闻稿). Esa Science News. October 14, 1998  [2006-05-24]. （原始内容存档于1999-08-28）.
32. ↑  . Harvard-Smithsonian Center for Astrophysics. October 18, 2006  [2006-10-18]. （原始内容存档于2006-10-29）.
33. ↑  Kalirai, Jasonjot S.; Gilbert, Karoline M.; Guhathakurta, Puragra; Majewski, Steven R.; Ostheimer, James C.; Rich, R. Michael; Cooper, Michael C.; Reitzel, David B.; Patterson, Richard J. . The Astrophysical Journal. 2006-09, 648 (1)  [2022-11-23]. Bibcode:2006ApJ...648..389K. ISSN 0004-637X. arXiv:astro-ph/0605170 . doi:10.1086/505697. （原始内容存档于2022-11-23） （英语）.
34. ↑  Bullock, James S.; Johnston, Kathryn V. . The Astrophysical Journal. 2005-12-20, 635 (2)  [2022-11-23]. Bibcode:2005ApJ...635..931B. ISSN 0004-637X. arXiv:astro-ph/0506467 . doi:10.1086/497422. （原始内容存档于2022-11-23） （英语）.
35. 1 2   (新闻稿). Hubble news desk STScI-1993-18. July 20, 1993  [2006-05-26]. （原始内容存档于2005-11-21）.
36. ↑  Barnard, R.; Kolb, U.; Osborne, J. P. . arXiv e-prints. 2005-08-01  [2022-11-23]. Bibcode:2005astro.ph..8284B. arXiv:astro-ph/0508284 . doi:10.48550/arXiv.astro-ph/0508284. （原始内容存档于2022-11-23）.
37. ↑  Barmby, Pauline; Holland, Stephen; Huchra, John P. . The Astronomical Journal. 2002-04, 123 (4)  [2022-11-23]. ISSN 0004-6256. S2CID 118627776. doi:10.1086/339667. （原始内容存档于2022-11-23）.
38. ↑   (新闻稿). Hubble news desk STSci-1996-11. April 24, 1996  [2006-05-26]. （原始内容存档于2006-07-01）.
39. ↑  Meylan, G.; Sarajedini, A.; Jablonka, P.; Djorgovski, S. G.; Bridges, T.; Rich, R. M. . The Astronomical Journal. 2001-08, 122 (2)  [2022-11-23]. ISSN 0004-6256. S2CID 17778865. doi:10.1086/321166. （原始内容存档于2022-11-23） （英语）.
40. ↑  Huxor, A. P.; Tanvir, N. R.; Irwin, M. J.; Ibata, R.; Collett, J. L.; Ferguson, A. M. N.; Bridges, T.; Lewis, G. F. . Monthly Notices of the Royal Astronomical Society. 2005-07, 360 (3)  [2022-11-23]. ISSN 1365-2966. doi:10.1111/j.1365-2966.2005.09086.x. （原始内容存档于2022-11-23）.
41. ↑  Bekki, Kenji; Couch, Warrick J.; Drinkwater, Michael J.; Gregg, Michael D. . The Astrophysical Journal. 2001-08-10, 557 (1)  [2022-11-23]. Bibcode:2001ApJ...557L..39B. ISSN 0004-637X. arXiv:astro-ph/0107117 . doi:10.1086/323075. （原始内容存档于2022-11-23）.
42. ↑  Ibata, Rodrigo; Irwin, Michael; Lewis, Geraint; Ferguson, Annette M. N.; Tanvir, Nial. . Nature. 2001-07, 412 (6842)  [2022-11-23]. ISSN 1476-4687. doi:10.1038/35083506. （原始内容存档于2020-07-31） （英语）.
43. ↑  Koch, Andreas; Grebel, Eva K. . The Astronomical Journal. 2006-03, 131 (3)  [2022-11-23]. Bibcode:2006ApJ...653..255C. ISSN 0004-6256. arXiv:astro-ph/0509258 . doi:10.1086/499534. （原始内容存档于2022-11-23） （英语）.

## 外部連結

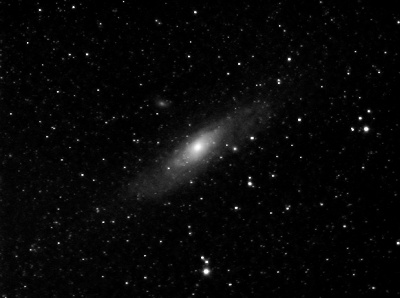
小望遠鏡下的M31

- WikiSky上关于The Andromeda Galaxy的内容：DSS2, SDSS, GALEX, IRAS, 氢α, X射线, 天文照片, 天图, 文章和图片
- StarDate: M31 Fact Sheet
- Messier 31, SEDS Messier pages （页面存档备份，存于）
- Astronomy Picture of the Day
  - A Giant Globular Cluster in M31 （页面存档备份，存于） 1998 October 17.
  - M31: The Andromeda Galaxy （页面存档备份，存于） 2004 July 18.
  - Andromeda Island Universe （页面存档备份，存于） 2005 December 22.
  - Andromeda Island Universe （页面存档备份，存于） 2010 January 9.
  - WISE Infrared Andromeda （页面存档备份，存于） 2010 February 19
- M31 and its central Nuclear Spiral （页面存档备份，存于）
- Amateur photography – M31 （页面存档备份，存于）
- Globular Clusters in M31 （页面存档备份，存于） at The Curdridge Observatory
- First direct distance to Andromeda − Astronomy magazine article
- Andromeda Galaxy （页面存档备份，存于） at SolStation.com
- Andromeda Galaxy at The Encyclopedia of Astrobiology, Astronomy, & Spaceflight （页面存档备份，存于）
- M31, the Andromeda Galaxy （页面存档备份，存于） at NightSkyInfo.com
- Than, Ker. . Space.com. 23 January 2006  [2006-11-30]. （原始内容存档于2010-08-08）.
- Hubble Finds Mysterious Disk of Blue Stars Around Black Hole （页面存档备份，存于） Hubble observations (20 September 2005) put the mass of the Andromeda core black hole at 140 million solar masses
- M31 (Apparent) Novae Page (IAU)
- Multi-wavelength composite （页面存档备份，存于）
- Andromeda Project （页面存档备份，存于） (crowd-source)
- Gray, Meghan; Szymanek, Nik; Merrifield, Michael. . Deep Sky Videos. Brady Haran.   [2021-07-24]. （原始内容存档于2020-08-21）.
- Andromeda Galaxy (M31) at Constellation Guide （页面存档备份，存于）
- APOD – 2013 August 1 （页面存档备份，存于） (M31's angular size compared with full Moon)
- Hubble's High-Definition Panoramic View of the Andromeda Galaxy （页面存档备份，存于）
- Creative Commons Astrophotography M31 Andromeda image download & processing guide （页面存档备份，存于）